# Susanne de Roy van Zuidewijn-Rive
Susanne Clara Therese de Roy van Zuidewijn-Rive, is een Nederlands jurist, bestuurder en politicus. Ze is lid van het CDA. Sinds 19 december 2024 is zij burgemeester van de gemeente Ouder-Amstel.

## Biografie
De Roy van Zuidewijn-Rive studeerde rechten en kunstgeschiedenis en was werkzaam als advocaat in Den Haag en als jurist bij randstad, later werkte ze als fondsenwerver voor onder andere het concertgebouw in Amsterdam. In 2014 werd ze verkozen als fractievoorzitter van het CDA in de stadsdeelraad van Amsterdam-Zuid. Van 2018 tot 2022 werd ze voor diezelfde partij wethouder in Bloemendaal, waarin ze onder andere verantwoordelijk was voor het sociaal domein. Sinds 19 december 2024 is zij burgemeester van de gemeente Ouder Amstel, nadat haar voorganger Joyce Langenacker in januari 2024 vertrok om burgemeester van Zeist te worden. Het ambt werd tot het aantreden van de Roy van Zuidewijn-Rive waargenomen door D66-politica Joke Geldhof. 

## Privé
De Roy van Zuidewijn-Rive is getrouwd en heeft 5 kinderen. 